# Spodnja Rečica, Laško
Spodnja Rečica este o localitate din comuna Laško, Slovenia, cu o populație de 656 de locuitori.